# Domkirken i Bourges
Domkirken i Bourges (fransk: Cathédrale Saint-Étienne de Bourges) er en romersk katolsk katedral, dedikeret til helgenen Stefanus, i Bourges i Frankrig. Den er sæde for Ærkebiskoppen af Bourges.

## Historie
Stedet hvor den nuværende katedral står, i det som en gang var det nordøstlige hjørne af den gallo-romerske fæstningsby, har været stedet for byens hovedkirke mindst siden karolingernes tid og sandsynligvis også siden oprettelsen af bispedømmet allerede i 200-tallet.
Den nuværende katedral blev bygget over en tidligere katedral fra midten af 1000-tallet, spor af denne findes i krypten. Datoen for hvornår opførelsen startede er ukendt, men et dokument fra 1195 der nævner udgifter til ombygningsarbejder, tyder på at bygningen allerede var påbegyndt inden denne dato. Det faktum at den østlige ende stikker ud over hvor den gallo-romerske bymur gik og at kongelig tilladelse til at nedrive denne del af bymuren først blev givet i 1183, viser at arbejdet på grundmuren ikke kan have startet før denne dato. De vigtigste byggetrin er derfor omtrent samtidige med Chartreskatedralen, som blev påbegyndt 1194 og ligger omkring 200 km nordvest for Bourges. Som med de fleste tidlig- og højgotiske katedraler, er identiteten på arkitekt- eller murermester ukendt.
Koret var i brug (dog ikke nødvendigvis komplet) i 1214 og midtskib var fuldført inden 1255. Bygningen blev endelig indviet i 1324. Det meste af vestfacaden blev fuldført inden 1270, mens arbejdet på tårnene gik langsommere, delvis på grund af ugunstige bjergarter i undergrunden. Strukturelle problemer med sydtårnet førte til bygning af tilstødende støtte til tårnet i midten af 1300-tallet. Nordtårnet var færdig en gang i slutningen af 1400-tallet, men kollapsede i 1506, og ødelagde den nordlige del af facaden i processen. Nordtårnet og portalen blev senere ombygget i en mere tidssvarende stil.
Vigtige personer knyttet til katedralen i 1200-tallet er blandt andet William af Donjeon, som var ærkebiskop fra 1200 til sin død i 1209 (og blev kanoniseret af paven i 1218 som den hellige William af Bourges) og hans barnebarn, Philip Berruyer, ærkebiskop 1236-1261, og som overvågede de senere byggetrin.
Efter ødelæggelsen af det meste af hertugpaladset og dets kapel under den franske revolution, blev hertug Jean de Berrys grav flyttet til katedralens krypt sammen med nogle farvede glaspaneler, som viser stående profeter og som var designet til kapellet af André Beauneveu.
Katedralen blev ikke så skadet som andre fra samme tid i løbet af de franske religionskrige og under revolutionen. Beliggenheden betød at der også var relativt få skader under de to verdenskrige.
UNESCO opførte katedralen på deres Verdensarvsliste i 1992.

## Dimensioner og struktur
Katedralens skib er 15 meter bredt og 37 meter højt, dens arkade er 20 meter høj, den indre midtergang er 21,3 meter og den ydre midtergang er 9,3 meter høj. Stræbepiller blev brugt til at stabilisere bygningens struktur, men da dette var en ganske ny teknik blev væggene fortsat lavet ganske tykke for at bære trykket.

## Specifikationer

### Plan og højde
Domkirken i Bourges er kendt for enkelheden i sin plan, uden tværskib, men med dobbelt midtergang, som i tidlige højstatuskirker som Peterskirken i Rom eller i Notre-Dame de Paris. De dobbelte midtergange fortsatte uden afbrydelse forbi placeringen til skærmen (nu i stor grad ødelagt, men nogle fragmenter er bevaret i krypten) for at danne en dobbelt omgang rundt om koret. Den indre midtergang har et højere hvælv end den ydre, mens både det centrale skib og den indre midtergang har lignende tredelte højder med arkade, triforium- og klerestoriumvinduer, et design som slipper betydelig mere lys ind end man finder i mere konventionelle dobbeltmidtgangbygninger som Notre-Dame. Dette design, med sine karakteristiske trekantede tværsnit, blev senere kopieret i Katedralen i Toledo (en) og i koret på Katedaralen i Le Mans (en).
Stræbepillerne rundt om katedralen er relativt slanke og effektive, særlig i forhold til samtidige, men meget tungere buer i Chartres. Den bratte vinkel bidrager til mere effektivt at kanalisere kraft fra skibshvælvene og vindbelastning på taget til den ytre bygningsstøtte.

### Portaler og facader
Den vestlige facade er specielt stor i forhold til tidligere katedraler. De fire sideskibe og det centrale skib har sin egen portal. Som det ofte er tilfældet med gotiske kirker, bærer den centrale portal skulpturscener knyttet til dommedag, mens de sydlige portaler er dedikeret de helgener – her den hellige Ursinus og den hellige Stefanus, som kirken er viet til. De nordlige portaler blev ødelagt da tårnet kollapsede, men bevarede fragmenter tyder på at deres skulpturelle programmer var viet til Jomfruens liv og død. Der er fem portaler som dækker hele bredden på facaden. Partierne mellem disse har en udvidet genesiscyklus, som oprindelig har fortalt historien fra begyndelsen af Bibelens skabelsesberetningen til Guds pagt med Noa.
Romanske portaler fra omkring 1160-70, formentlig beregnet til facaden af den tidligere katedral, er blevet genbrugt på dørene i syd og nord (i de områder som normalt er forbeholdt tvæskibsportaler). Den rigelige ornamentik i disse minder om burgundisk arbejde.

### Blyglasvinduer
Bortset fra det aksiale kapel, har Bourgeskatedralen de fleste af sine originale glasmalerier i koromgangen i behold. Disse som dateres til ca. 1215 (omkring samme tid som Chartreskatedralen). Glasprogrammet omfatter et berømt typologisk vindue (tilsvarende eksempler i Sens og Canterbury), flere hagiografiske cykler, historien om patriarken i Det gamle testamente, Josef og symbolske afbildninger af apokalypsen og dommedag. Andre vinduer viser Jesu lidelseshistorie, og tre af Jesu lignelser, den barmhjertige samaritan, den fortabte søn og historien om den rige mand og Lasarus. Den franske kunsthistoriker Louis Grodecki identificerede tre distinkte mestre eller værksteder som var involveret i glasproduktionen, en af dem kan også ha arbejdet på vinduerne i katedralen i Poitiers.